# Anfiteatro Mort Glosser
El Anfiteatro Mort Glosser (anteriormente conocido como Legion Park Bowl y Anfiteatro Municipal de Gadsden) es un anfiteatro ubicado en Gadsden, Alabama, Estados Unidos. Construido en 1935, se agregó al Registro Nacional de Lugares Históricos en 1988.

## Historia
El anfiteatro fue construido en 1934-1935 por la Works Progress Administration. Fue construido junto al Auditorio Municipal de Gadsden a lo largo del río Coosa. La Legión Estadounidense, propietaria del anfiteatro, lo utilizó como centro de la USO durante la Segunda Guerra Mundial para entretener a los soldados estacionados en Camp Sibert. Fuera de la guerra, acogió combates de boxeo, conciertos, obras de teatro y mítines políticos, entre otros eventos. La ciudad de Gadsden compró el anfiteatro en 1986 y comenzó la restauración de las instalaciones.

## Descripción
Diseñado por el arquitecto local, Paul W. Hofferbert, el anfiteatro se construyó con piedra extraída de la montaña Lookout. El área de asientos es un medio hexágono con el escenario en el extremo norte. El escenario está parcialmente cubierto por un arco de proscenio de entramado de madera rematado con piedra. Una sala del club, rectangular con un techo inclinado, se encuentra al noroeste del escenario. Las entradas al anfiteatro se encuentran detrás de la zona de asientos, con una puerta de entrada hexagonal y una entrada inferior junto a la sala del club, a la que se accede a través de un patio con paredes de piedra. El anfiteatro tiene capacidad para 1600 personas.